# 小川神社
小川神社（おがわじんじゃ）は、長野県上水内郡小川村小根山6862にある神社。式内社論社。かつては大宮大明神、諏訪大明神宮と呼ばれた。

## 概要
かつては大宮大明神、諏訪大明神宮と呼ばれていた。社伝や旧記は明和年間に流失した。また、昭和8年（1933年）には社家が火災に遭遇したため、寛政2年（1790年）の吉田家による許状などといった記述書類・古文書等を焼失してしまったが、伝説によると、小川村古山の豪族・酒人小川真人が小川村小根山の産土神として自らの祖である男大迹王を祀ったのが始まりであるという。酒人小川真人の末裔は古山に城を築き小川氏を称した。鎌倉時代に入ると小川左衛門貞綱が承久の乱の戦功によって小川荘地頭職や小川城主として小川郷3000石を領し、社殿を修築した。応仁・文明の乱で小川氏が敗退すると社殿は廃れたものの、天文5年（1536年）には大日方弾正正忠小五郎長政が小川村を領するようになったために再興した。また、かつての鎮座地は現在地に隣接する丘の上の宮平にあり、観月の名所と謳われたが、大日方氏が現在地に造営して鎮座し、かつての鎮座地には御射山神社が残り、その後に御射山神社地境内地は校舎用地となりて当社に合祀した。慶長3年（1598年）に上杉景勝が会津に移封となった際には、大日方氏も浪人となり当地に土着し、古山城は廃城となり社家数戸も散亡してしまった。寛政2年（1790年）8月には吉田家に社号宣旨を願い、告文を受けて社号を大宮大明神・諏訪大明神宮から小川神社へと変更した。明治2年（1869年）1月には華頂宮の御祈願所となり、裏菊御紋幕や提灯、紫小幕等を拝領した。同5年（1872年）には2石の社領を上知し、同6年（1873年）6月に村社に列し、大正9年（1920年）11月30日に郷社に昇格した。
 現在の御本殿の創建は享保14年（1729年）10月の造営で、本殿覆屋・幣殿拝殿は昭和31年（1956年）に新しく築造された。
小川村には沢之宮小川神社も存在して式内社の論社であるが、明和5年（1768年）4月付の文書によると両小川神社の神官（酒井長門）も氏子も祭神も同一であり、創建の前後は不明であるものの里宮・奥宮として一体であったと考えられる。